# Peperomia ciezae
Peperomia ciezae är en pepparväxtart som beskrevs av Pino. Peperomia ciezae ingår i släktet peperomior, och familjen pepparväxter. Inga underarter finns listade i Catalogue of Life.